# Devetnaesta dinastija drevnog Egipta
Devetnaesta egipatska dinastija (dinastija XIX, 19. dinastija ili dinastija 19) naziv je koji egiptolozi daju drugoj dinastiji razdoblja Novog egipatskog kraljevstva, a koja je trajala od 1292. pr. Kr. do 1189. pr. Kr. Ova, 19. dinastija i 20. dinastija zajedno čine razdoblje poznato kao Ramesidsko razdoblje. Dinastiju je utemeljio vezir Ramzes I., kojeg je faraon Horemheb izabrao za svog prijestolonasljednika. 

## Povijest

### Pozadina
Kraljevi-ratnici iz rane 18. dinastije susreli su se tijekom svojih vladavina s relativno malim otporom susjednih kraljevstava, što im je omogućilo da lako prošire svoje područje utjecaja, ali se međunarodna situacija na kraju dinastije radikalno promijenila. Hetiti su postupno proširili svoj utjecaj na Siriju i Kanaan, te su postali glavna sila u međunarodnoj politici, snaga s kojom će se ubuduće suočiti i Seti I. i njegov sin Ramzes II.

### 19. dinastija

#### Seti i Ramzes II.
Novo egipatski kraljevstvo doseglo je zenit svoje moći pod Setijem I. i Ramzesom II. ("Velikim"), koji su žestoko ratovali protiv Libijaca i Hetita. Grad Kadeš najprije je osvojio Seti I., koji je odlučio ustupiti ga hetitskom kralju Muwatalliju II., u neformalnom mirovnom ugovoru između Egipta i Hatita. Ramzes II. je u 5. godini svoje vladavine neuspješno pokušao promijeniti ovu situaciju napadom na Kadeš u svojoj drugoj sirijskom pohodu 1274. pr. Kr. Međutim, bio je uhvaćen u prvoj zabilježenoj zasjedi u povijesti. No, zahvaljujući dolasku Ne'arina (egipatski saveznik), Ramzes je uspio okupiti svoje postrojbe i preokrenuti bitku protiv Hetita. Tijekom 8. i 9. godine svoje vladavine, Ramzes II. iskorištava unutarnjo-političku situaciju kod Hetita i, tijekom pohoda protiv njihovih sirijskih posjeda, osvaja Kadeš i dijelove južne Sirije, te napreduje na sjever sve do Tunipa, koji dolazi pod egipatsku vlast prvi put nakon 120 godina. Ramzes II. na kraju shvaća da pohod protiv Hetita predstavlja nepodnošljiv trošak i u ekonoskom i u vojnom smislu. U svojoj 21. godini vladanja, Ramzes II. potpisuje prvi zabilježeni mirovni ugovor u povijesti, s Urhi-Tešubovim nasljednikom Hattušilijem III. Tim činom, odnosi Egipta i Hetita su se značajno poboljšali. Ramzes II. je čak oženio dvije hetitske princeze, prvu nakon svog drugog Sed festivala.

#### Merneptah
S borbama za prijestolje između nasljednika Merneptaha, dolazi do opadanja moći dinastije. Amenmesse je uzurpirao prijestolje od Merneptahovog sina i nasljednika Setija II., no uspijeva ostati na vlasti samo četiri godine. Nakon njegove smrti, Seti II. ponovno dolazi na vlast i uništava većinu Amenmesseovih spomenika. Setija je na sudu predstavljao kancelar Bay, koji je u početku bio samo "kraljevski pisar", ali je ubrzo postao jedan od najmoćnijih ljudi u Egiptu, stekavši neviđenu privilegiju da sagradi vlastitu grobnicu u Dolini kraljeva (grobnica KV17). I Bay i glavna setijeva supruga, Twosret, u drevnom egipatskom folkloru predstavljeni su kao negativci. Nakon Siptahove smrti, Twosret je Egiptom vladala još dvije godine, ali se pokazalo da nije bila sposobna zadržati vlast, zbog zavjera i igara moći na kraljevskom dvoru. Vjerojatno je svrgnuta pobunom koju je vodio Setnakht, osnivač 20. dinastije.

## Faraoni 19. dinastije
Faraoni 19. dinastije vladali su oko 110 godina: od oko 1292. do 1187. pr. Kr. Mnogi su faraoni pokopani u Dolini kraljeva u Tebi (označena s KV). Više informacija može se naći na web lokaciji Theban Mapping Project.
| faraon     | Slika | Ime na prijestolju                             | Vladavina             | Pokop | Supruge                                                                      |
| ---------- | ----- | ---------------------------------------------- | --------------------- | ----- | ---------------------------------------------------------------------------- |
| Ramzes I.  |       | Menpehtyre                                     | 1292. – 1290 pr. Kr.  | KV16  | Sitre                                                                        |
| Seti I.    |       | Menmaatre                                      | 1290. – 1279. pr. Kr. | KV17  | (Mut-) Tuya                                                                  |
| Ramzes II. |       | Usermaatre Setepenre                           | 1279. – 1213. pr. Kr. | KV7   | Nefertari Isetnofret Maathorneferure Meritamen Bintanath Nebettawy Henutmire |
| Merneptah  |       | Baenre Merynetjeru                             | 1213. – 1203. pr. Kr. | KV8   | Isetnofret II. Takhat ?                                                      |
| Seti II.   |       | Userkheperure Setepenre                        | 1203. – 1197. pr. Kr. | KV15  | Takhat ? Twosret TIAA                                                        |
| Amenmesse  |       | Menmire Setepenre                              | 1201. – 1198. pr. Kr  | KV10  | nepoznat                                                                     |
| Siptah     |       | Sekhaienre Meryamun, kasnije Akhenre Setepenre | 1197. – 1191. pr Kr.  | KV47  | nepoznat                                                                     |
| Twosret    |       | Sitre Meryamun                                 | 1191. – 1189. pr. Kr. | KV14  | nijedan                                                                      |

## Galerija slika
- Seti I.
- Ramzes II.
- Twosret
- Shabti iz Siptaha
- Kancelar Bay
- Seti II.
- Poprsje Amenmessea s plavom krunom

## Poveznice
- Obiteljsko stablo devetnaeste egipatske dinastije